# Старе Шийкі
Старе Шийкі (пол. Stare Szyjki) — село в Польщі, у гміні Гліноєцьк Цехановського повіту Мазовецького воєводства.
У 1975-1998 роках село належало до Цехановського воєводства.